# Ås socken, Jämtland
Ås socken i Jämtland ingår sedan 1974 i Krokoms kommun och motsvarar från 2016 Ås distrikt.
Socknens areal är 117,91 kvadratkilometer, varav 104,15 land. År 2000 fanns här 2 338 invånare. Kyrkbyn Ås med sockenkyrkan Ås kyrka ligger i socknen. 

## Administrativ historik
Ås socken har medeltida ursprung. 
Vid kommunreformen 1862 överfördes ansvaret för de kyrkliga frågorna till Ås församling och för de borgerliga frågorna till Ås landskommun. Landskommunen inkorporerades 1952 i Rödöns landskommun som 1974 uppgick i Krokoms kommun.
1 januari 2016 inrättades distriktet Ås, med samma omfattning som församlingen hade 1999/2000.
Socknen har tillhört fögderier, tingslag och domsagor enligt vad som beskrivs i artikeln Jämtland. De indelta soldaterna tillhörde Jämtlands fältjägarregemente och Jämtlands hästjägarkår.

## Geografi
Ås socken ligger närmast norr om Östersund vid Storsjön söder om Indalsälven. Socknen har en flack odlingsbygd vid sjön och skogsbygd i öster.
Socknen genomkorsas av europaväg 14, av Mittbanan Östersund-Storlien samt av Inlandsbanan. 
Ås har under de senaste 25 åren expanderat i två omgångar. I början av 1980-talet byggdes ett stort bostadsområde i centrala samhället, kallat Valhall, och under 2000-talet bebyggdes de södra delarna som gränsar mot Östersunds kommun i områdena Byskogen, Stallbacken, Sånghusvallen och Blomsterhagen. 
I socknen finns utbildningsinrättningar, bl.a. Dille Gård Naturbruksgymnasium, Åsbygdens naturbruksgymnasium samt Birka folkhögskola, som ligger vid Storsjöns strand.

### Geografisk avgränsning
Socknen har en öppen lidbygd som vetter mot Storsjön. I omgivande skogsmarker ligger flera s.k. höjdbyar. I söder ligger Tysjöarna, som är ett fågelskyddsområde. I norr når socknen fram till Indalsälven och i väster har området strand mot Storsjön. Ås består av flera byar tex. Sem, Sörbyn, Hållsta, Täng, Tängtorpet, Dille, Backen, Trättgärde, Kännåsen,  Lien, Torsta, Hov, Ösa, Birka. 
I väster gränsar Ås socken med en vattengräns i Åssjön mot Frösö socken (Östersunds kommun) samt mot Rödöns socken. I söder ligger Östersunds församling i Östersunds kommun. I sydost avgränsas Ås av Kyrkås socken. Vid gränsen mot Kyrkås ligger Kläppsjön 368. Här ligger även Dagsådalens skjutfält. I öster och nordost gränsar Ås socken mot Lits socken. Gränsen mellan Ås och Lit passerar strax öster om före detta Halåsens skogsbruksskola. Halåsbergets topp (461 m ö.h.) ligger i Lits socken.
I norr når socknen fram till Indalsälven. Gränsen mot Lit faller ut i Indalsälven i höjd med Åtorpet som ligger ungefär mitt emot Långans inflöde i Indalsälven. På andra sidan älven från Åtorpet sett ligger Litsnäsets järnvägsstation. Uppströms Indalsälven mellan Granboforsen och Kattstrupeforsen ligger "tresockenmötet" Ås-Lit-Aspås. Ås socken har en cirka 3 km lång vattengräns mot Aspås socken, och gränsen går mitt i Indalsälven. Vid Kattstrupeforsen ligger "tresockenmötet" Ås-Aspås-Rödön.

## Fornlämningar
Inom Ås socken har man funnit cirka 20 bevarade gravhögar från yngre järnåldern. En del är borttagna. Bland annat har man vid Rösta funnit en rik köpmansgrav från vikingatiden. Man har även funnit en boplats från järnåldern och undersökt denna. 35 fångstgropar finns bevarade. Dessutom finns ett system av numera igenfyllda fångstgropar från äldre järnåldern. Från medeltiden finns tre ödegårdar. Birka nere vid Storsjöns strand var ett känt ställe där forbönderna redan för c:a 1000 år sedan, idkade handel mellan Trondheim, Frösön, Lillhärdal och Uppsala. Flera gravhögar finns i Ås, som anses tillhöra vikingatiden fram till åren runt den norske kungen Olav den helige, vilken verkade på 1000-talet e.Kr.

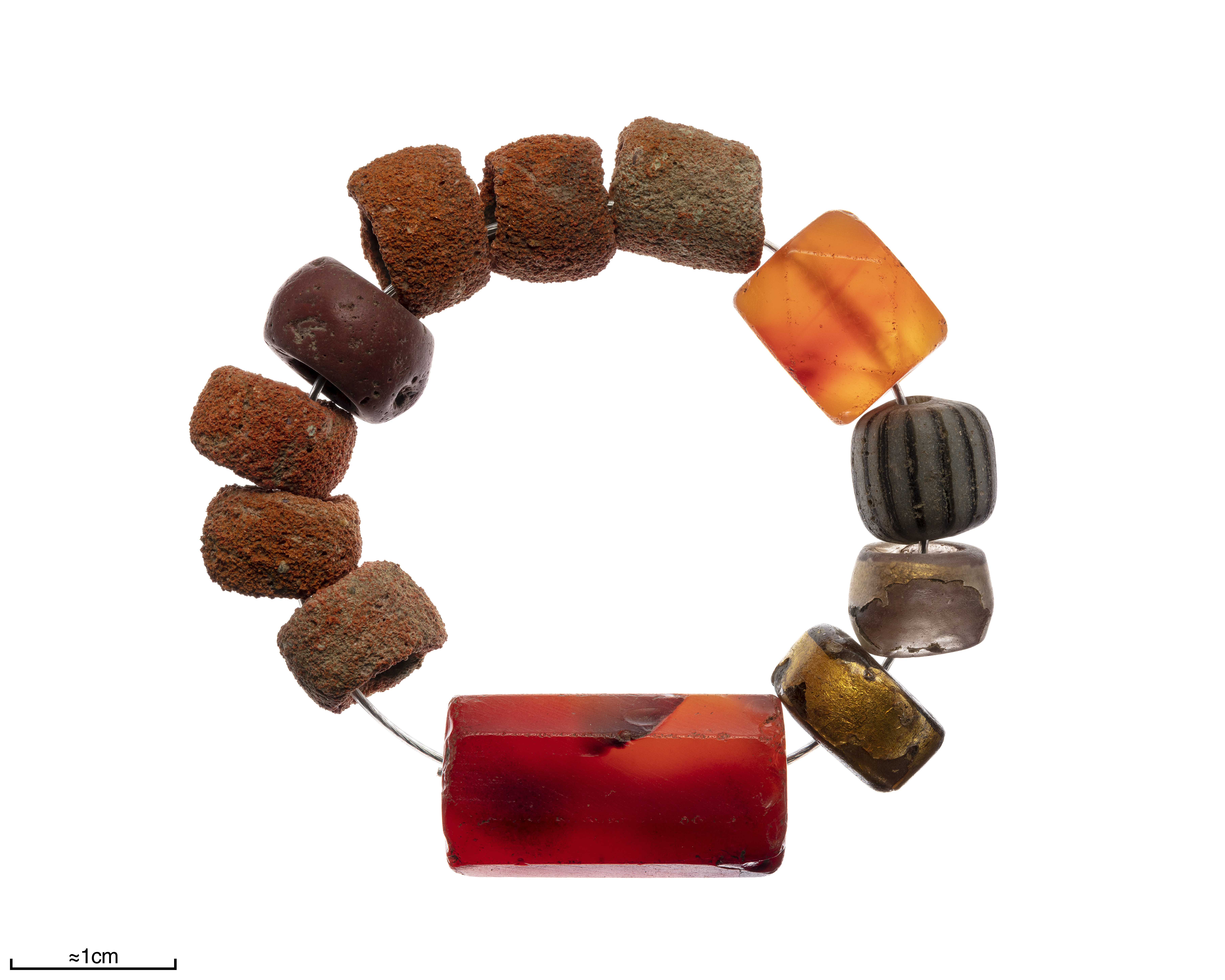
Vikingatida gravfynd från Rösta, Ås socken.

## Namnet
Namnet (1303 Aase) är ett bygdenamn och syftar på bebyggelsen som legat på åsen (höjdsträckningen) där Ås kyrka ligger nu.

## Befolkningsutveckling
| Befolkningsutvecklingen i Ås socken, Jämtland 1750–1990                                                  | Befolkningsutvecklingen i Ås socken, Jämtland 1750–1990 | Befolkningsutvecklingen i Ås socken, Jämtland 1750–1990 | Befolkningsutvecklingen i Ås socken, Jämtland 1750–1990 | Befolkningsutvecklingen i Ås socken, Jämtland 1750–1990 |
| --- | ------------------------------------------------------- | ------------------------------------------------------- | ------------------------------------------------------- | ------------------------------------------------------- |
| |                                                         |                                                         |                                                         |                                                         |
| År |                                                         |                                                         | Folkmängd                                               |                                                         |
| 1750 | 1750                                                    |                                                         | 364                                                     |                                                         |
| 1760 | 1760                                                    |                                                         | 411                                                     |                                                         |
| 1769 | 1769                                                    |                                                         | 428                                                     |                                                         |
| 1790 | 1790                                                    |                                                         | 432                                                     |                                                         |
| 1800 | 1800                                                    |                                                         | 547                                                     |                                                         |
| 1810 | 1810                                                    |                                                         | 541                                                     |                                                         |
| 1820 | 1820                                                    |                                                         | 547                                                     |                                                         |
| 1830 | 1830                                                    |                                                         | 618                                                     |                                                         |
| 1840 | 1840                                                    |                                                         | 658                                                     |                                                         |
| 1850 | 1850                                                    |                                                         | 707                                                     |                                                         |
| 1860 | 1860                                                    |                                                         | 761                                                     |                                                         |
| 1870 | 1870                                                    |                                                         | 894                                                     |                                                         |
| 1880 | 1880                                                    |                                                         | 1 009                                                   |                                                         |
| 1890 | 1890                                                    |                                                         | 1 180                                                   |                                                         |
| 1900 | 1900                                                    |                                                         | 1 321                                                   |                                                         |
| 1910 | 1910                                                    |                                                         | 1 450                                                   |                                                         |
| 1920 | 1920                                                    |                                                         | 1 712                                                   |                                                         |
| 1930 | 1930                                                    |                                                         | 1 896                                                   |                                                         |
| 1940 | 1940                                                    |                                                         | 2 136                                                   |                                                         |
| 1950 | 1950                                                    |                                                         | 2 151                                                   |                                                         |
| 1960 | 1960                                                    |                                                         | 1 284                                                   |                                                         |
| 1970 | 1970                                                    |                                                         | 1 319                                                   |                                                         |
| 1980 | 1980                                                    |                                                         | 1 364                                                   |                                                         |
| 1990 | 1990                                                    |                                                         | 1 962                                                   |                                                         |
| Anm: Källor: Umeå universitet - Tabellverket 1749-1859, Demografiska databasen, CEDAR, Umeå universitet. |                                                         |                                                         |                                                         |                                                         |